# Distretto di Espiye
Il distretto di Espiye (in turco Espiye ilçesi) è uno dei distretti della provincia di Giresun, in Turchia.